# Joan Palà i Claret
Joan Palà i Claret (1876 - 1960) fou un empresari i polític català, diputat a les Corts Espanyoles, nebot de Joan Palà i Valls.
El seu oncle fou fundador de Colònia Palà de Torroella a Navàs. Fou elegit diputat pel districte de Berga dins la fracció Liberal Demócrata del Partit Liberal a les eleccions generals espanyoles de 1923. El 1932 fundà amb el seu germà Indústries Valls SL per a explotar els salts d'aigua del Cardener. En esclatar la guerra civil espanyola hagué de fugir a Marsella, d'on passarà a Sant Sebastià fins al final del conflicte.